# Taygetis
Taygetis är ett släkte av fjärilar. Taygetis ingår i familjen praktfjärilar.

## Bildgalleri

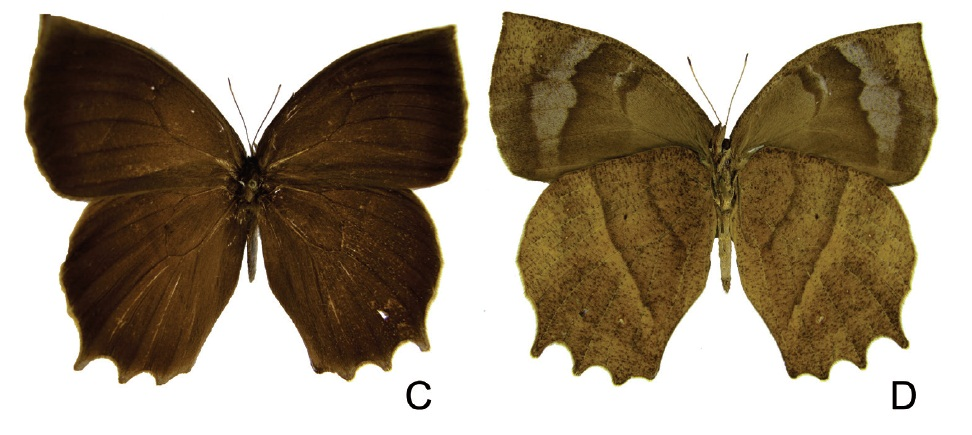
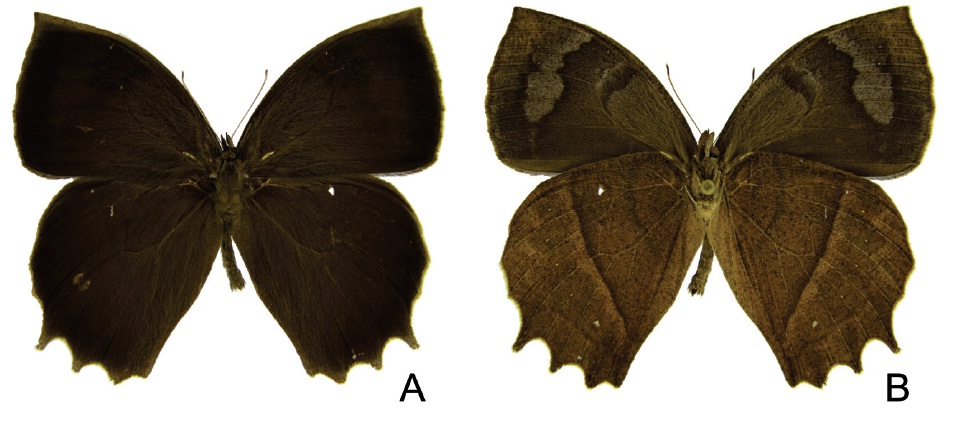
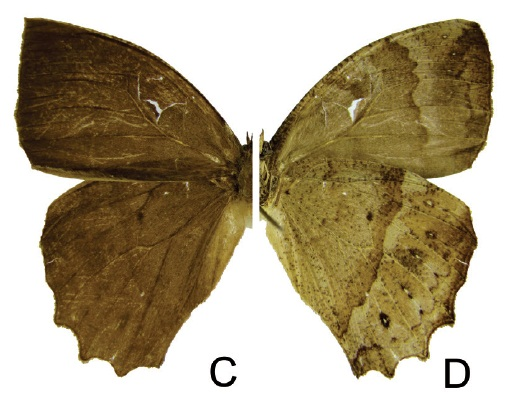
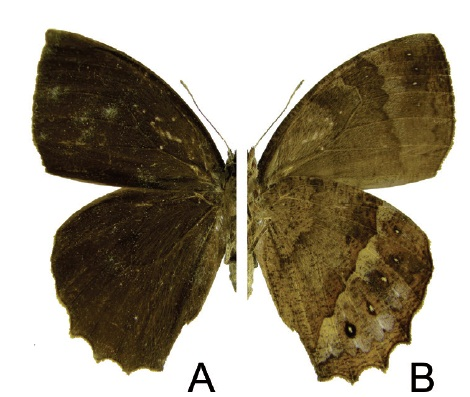
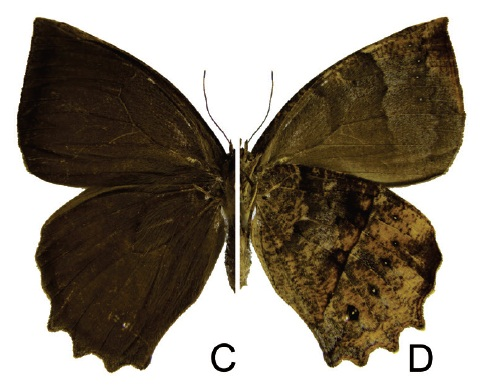
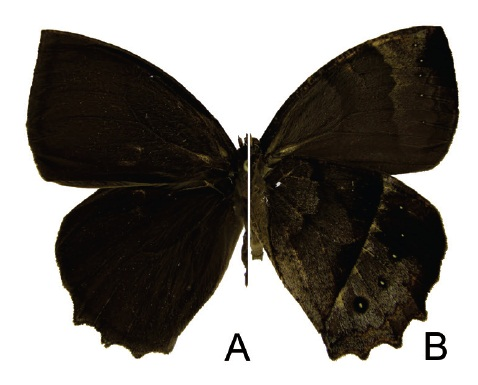

## Dottertaxa tillTaygetis, i alfabetisk ordning[1]
- Taygetis acuta
- Taygetis andromeda
- Taygetis angulosa
- Taygetis armillata
- Taygetis asterie
- Taygetis betro
- Taygetis celia
- Taygetis chelys
- Taygetis chiquitana
- Taygetis chrysogone
- Taygetis cinerascens
- Taygetis cleopatra
- Taygetis crameri
- Taygetis daguana
- Taygetis echo
- Taygetis elegia
- Taygetis erubescens
- Taygetis excavata
- Taygetis fatua
- Taygetis fulginia
- Taygetis godmani
- Taygetis griseomarginata
- Taygetis haenschi
- Taygetis inconspicua
- Taygetis indecisa
- Taygetis isis
- Taygetis jimna
- Taygetis keneza
- Taygetis kerea
- Taygetis koepckei
- Taygetis laches
- Taygetis larua
- Taygetis latifascia
- Taygetis leuctra
- Taygetis lineata
- Taygetis magna
- Taygetis marginata
- Taygetis mermeria
- Taygetis nympha
- Taygetis nymphosa
- Taygetis ophelia
- Taygetis pseudorufomarginata
- Taygetis puritana
- Taygetis rebecca
- Taygetis rectifascia
- Taygetis rufomarginata
- Taygetis salvini
- Taygetis semibrunnea
- Taygetis servius
- Taygetis sosis
- Taygetis stigma
- Taygetis stollei
- Taygetis sylvia
- Taygetis tenebrosus
- Taygetis thamyra
- Taygetis tripunctata
- Taygetis uncinata
- Taygetis uzza
- Taygetis velutina
- Taygetis weymeri
- Taygetis virgilia
- Taygetis xantippe
- Taygetis xenana
- Taygetis ypthima
- Taygetis zippora